# Tepparith Kokietgym
Tepparith Kokietgym, de son vrai nom Panthep Mullipoom, est un boxeur thaïlandais né le 22 novembre 1988 à Maha Sarakham.

## Carrière
Passé professionnel en 2008, il devient champion du monde des poids super-mouches WBA le 7 décembre 2011 après sa victoire aux points contre le japonais Daiki Kameda. Kokietgym conserve sa ceinture le 4 avril 2012 en stoppant au 9e round Tomonobu Shimizu à Yokohama puis le 1er septembre 2012 aux points contre Nobuo Nashiro. Il est en revanche battu par KO au 4e round par Kohei Kono le 31 décembre 2012.